# Jack Beresford
Pour les articles homonymes, voir Beresford.
Jack Beresford, né à Chiswick, le 1er janvier 1899, mort le 3 décembre 1977, est le rameur britannique le plus titré de sa génération.
Avec cinq médailles olympiques (trois d'or et deux d'argent) obtenues lors de cinq Jeux olympiques consécutifs (de 1920 à 1936), il est le rameur le plus titré de l'histoire des Jeux jusqu'à ceux de Sydney en 2000 où il est détrôné par son compatriote, Steve Redgrave. 
Sa probable 6e participation aux Jeux n'a pas été possible en raison de l'annulation des Jeux olympiques de 1940, programmés à Tokyo.

## Biographie
Son père Julius Wisniewski est un immigré polonais qui a anglicisé son nom de famille. Il est chef de nage du quatre barré du Thames Rowing Club, médaillé d'argent aux Jeux olympiques de Stockholm en 1912.
C'est au cours de sa scolarité à la Bedford School (en) que les aptitudes sportives de Jack Beresford sont détectées mais il est indécis quant au choix de l'un de ses deux sports préférés, le rugby à XV et l'aviron. C'est la Première Guerre mondiale qui tranche ce dilemme puisque, comme participant aux combats lors de ce conflit, il est blessé à une jambe et, consécutivement, la pratique du ballon ovale lui est désormais déconseillée.
Il suit donc les traces de son père et, au prix d'intensifs entraînements car il veut rattraper le temps perdu lors du conflit mondial, il devient, en 1920, champion d'Angleterre de skiff et cette victoire le sélectionne pour les Jeux olympiques d'Anvers. Auréolé d'une victoire au Diamond Challenge Sculls (en), Jack Beresford est le co-favori de l'épreuve, avec le redoutable rameur américain John B. Kelly, Sr.. L'intensité dramatique est présente tout au long de la course dont l'issue est indécise jusqu'à l'arrivée gagnante, avec une seule seconde d'avance, de John B. Kelly. 
À Paris, aux Jeux olympiques de 1924 il souhaite conquérir son 1er titre olympique et prendre sa revanche sur John B. Kelly. C'est sans compter sur un autre rameur américain, William Gilmore qui le bat lors des éliminatoires et le contraint à passer par les repêchages afin d'accéder à la finale. Lors de celle-ci, il impose un faux train à ses concurrents puis accélère de façon progressive dans les 500 derniers mètres et remporte aisément la course devant William Gilmore, devancé de 5 secondes. 
En 1928, aux Jeux olympiques d'Amsterdam, il est vice-champion avec le huit anglais composé, en autres, de John Badcock avec qui Jack Beresford remporte un 2e titre olympique, celui du quatre sans barreur, quatre années plus tard, aux Jeux olympiques de Los Angeles.
En 1936, aux Jeux olympiques de Berlin, Jack Beresford est le porte-drapeau de la délégation britannique à la cérémonie d'ouverture. Il est filmé par Leni Riefenstahl pour Les Dieux du stade (Olympia 1. Teil - Fest der Völker) et la scène, retenue lors du montage, est incluse dans ce film documentaire. 
Jack Beresford est associé dans le deux de couple avec Leslie Southwood et les deux anglais se qualifient pour la finale après avoir été contraints de passer par les repêchages, à la suite d'une défaite en série éliminatoire. En finale, devant Adolf Hitler, ils restent dans le sillage des Allemands qui mènent la course en tête puis, aux 1 800 mètres se portent à leur hauteur, les dépassent facilement et gagnent avec une avance de plus de 5 secondes. 
Jack Beresford obtient ainsi son 3e titre olympique et sa 5e médaille olympique.
Outre ses titres olympiques, Jack Beresford est sept fois champion d'Angleterre de skiff, entre 1920 et 1929. 
À la Henley Royal Regatta, il gagne le Diamond Challenge Sculls quatre fois en 1920, 1924, 1925 et 1926, la Silver Goblets & Nickalls' Challenge Cup (deux de couple) (en) en 1928 et 1929, la Stewards' Challenge Cup (quatre sans barreur) (en) en 1932 et la Grand Challenge Cup (huit) (en) en 1923 et 1928. En 1939, pour les régates du centenaire, il gagne en deux de couple avec Leslie Southwood mais, événement rare en aviron, ex æquo avec les italiens de Trieste, Scherli et Broschi.
Au cours de sa carrière sportive, Jack Beresford (comme son père et son frère, Eric) a représenté le Thames Rowing Club. Il est nommé capitaine en 1928 et 1929 et en est le Président de 1970 jusqu'à sa mort en 1977.
Jack Beresford est élu commissaire de la Henley Royal Regatta en 1946. Il est également membre du comité d'organisation des Jeux olympiques de Londres en 1948.

## Palmarès

### Jeux olympiques d'été
- Jeux olympiques d'été de 1920 à Anvers  Belgique
  -  médaille d'argent en skiff (temps : 7 min 36 s)
- Jeux olympiques d'été de 1924 à Paris  France
  -  médaille d'or en skiff (temps : 7 min 49 s 2)
- Jeux olympiques d'été de 1928 à Amsterdam  Pays-Bas
  -  médaille d'argent en huit (temps : 6 min 37 s 8)
- Jeux olympiques d'été de 1932 à Los Angeles  États-Unis
  -  médaille d'or en quatre sans barreur (temps : 6 min 58 s 2)
- Jeux olympiques d'été de 1936 à Berlin  Allemagne
  -  médaille d'or en deux de couple (temps : 7 min 20 s 8)

## Distinctions
- En 1947, il reçoit la médaille d'or de la Fédération internationale des sociétés d'aviron.
- Pour l'ensemble de sa carrière olympique, il reçoit le diplôme olympique du mérite en août 1949, lors des Championnats d'Europe d'aviron à Amsterdam[1].
- En 1960, il est promu commandeur de l'Ordre de l'Empire britannique.
- En 2005, une Blue Plaque (en) a été installée par le English Heritage sur la façade de la maison habitée de 1903 à 1940 par Jack Beresford au 19 Grove Park Gardens à Chiswick. Il est l'un des premiers sportifs à recevoir cet honneur.

## Sources & références
- Henri Charpentier - Euloge Boissonnade : 100 ans de Jeux olympiques : Athènes 1896-Atlanta 1996, Éditions France Empire, 1996, p. 178 & 180,  (ISBN 2-7048-0792-2)

- (en) Cet article est partiellement ou en totalité issu de l’article de Wikipédia en anglais intitulé « Jack Beresford » (voir la liste des auteurs).